# Alexander-Puschkin-Platz (Dresden)

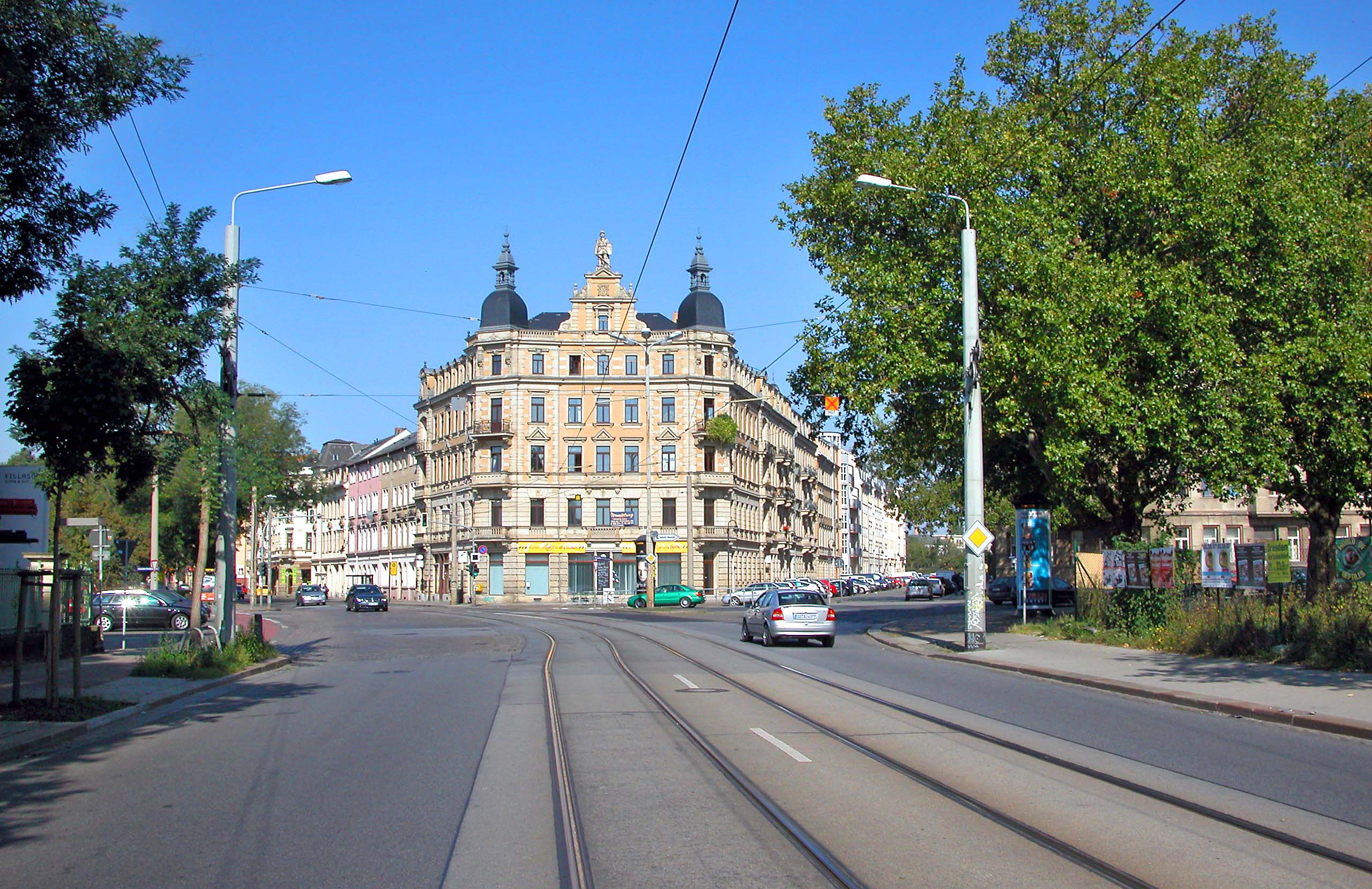
Alexander-Puschkin-Platz

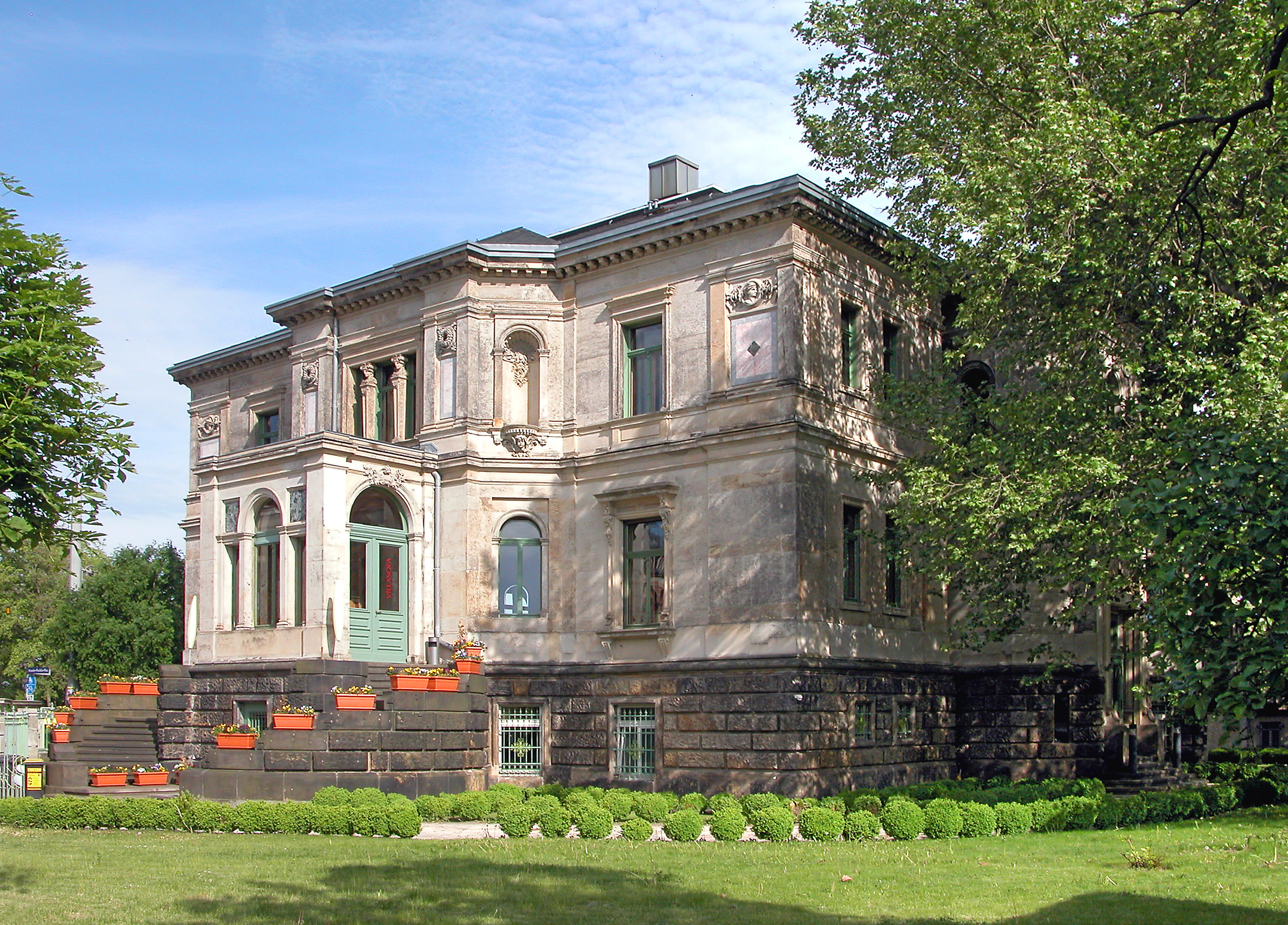
Villa Grumbt

Der Alexander-Puschkin-Platz befindet sich in der Leipziger Vorstadt und wurde im Jahr 1895 mit der durchgehenden Leipziger Straße angelegt und ab 1898 nach der Thüringer Stadt Erfurt als Erfurter Platz bezeichnet. Mit der Erfurter Straße verbinden sich die Endpunkte mit dem Großenhainer Platz und dem Alexander-Puschkin-Platz.

## Geschichte
Der heutige Alexander-Puschkin-Platz befindet sich in der Leipziger Vorstadt / Pieschen und wurde im Jahr 1895 angelegt und ab 1898 nach der Thüringer Stadt Erfurt als Erfurter Platz bezeichnet. Mit der Erfurter Straße verbinden sich die Endpunkte mit dem Großenhainer Platz und dem Alexander-Puschkin-Platz. Das bedeutende Gebäude des Platzes ist die frühere Villa des Holzgroßhändlers Ernst Grumbt, welche ab dem Jahr 1949 als Haus der Deutsch-Sowjetischen Freundschaft genutzt wurde. Anlässlich seines 150. Geburtstages des russischen Dichters erhielt der Platz am 6. Juni 1949 die Umbenennung, nach Alexander Sergejewitsch Puschkin (1799–1837), seinen jetzigen Namen – Alexander-Puschkin-Platz. Puschkin gilt als bedeutendster Vertreter der russischen Literatur und schuf verschiedene Dramen, Erzählungen und Romane. Die Umbenennung in Alexander-Puschkin-Platz begründete am 15. September 1947 die Ortsgruppe Dresden der Gesellschaft zum Studium der Kultur der Sowjetunion,  welche sich im Hygienemuseum gegründete. Noch im November des Jahres 1947 wurde im Hause Emser Allee 24 (heute die Goetheallee in Dresden-Blasewitz) das Haus der Sowjetkultur eröffnet. Zwei Jahre später, am 17. Mai 1949, übergab Dresdens Oberbürgermeister Walter Weidauer (1899–1986) die am Erfurter Platz gelegene und 1886/1888 im Stil der Neorenaissance errichtete Villa des Dresdner Holzgroßhändlers und Sägewerksbesitzers Carl Ernst Grumbt (1840–1917) als neues Haus zum Studium der Sowjetkultur. Nach Dresdner Mundart war es das Puschkinhaus. Direkt hinter der Villa auf ehemaligem Firmengelände des Carl Ernst Grumbt, entstand unter dem Begriff Marina Garden ein total neues und überwiegend grünes Wohnobjekt.
Der Alexander-Puschkin-Platz wird flankiert sowohl das denkmalgeschützte Haus Zum Deutschen Ritter  an der Leipziger Straße Nr. 22, ein sehr bemerkenswertes historisierendes Gebäude des ausgehenden 19. Jahrhunderts in Dresden, sowie die im Jahr 1928 fertiggestellte Wohnanlage der im Jahr 1870 gegründeten Dresdner Fleischerinnung (Erfurter Straße Nr. 1–13).
Im Jahr 1953 entwickelte sich auf einer Brachfläche der Kleingartenverein Am Erfurter Platz, welcher mit seinen 13 Parzellen zu den kleinsten in Dresden gehört. Die Straßenbahnhaltestelle Alexander-Puschkin-Platz  wird von den Linien 4 und 9 angefahren.

## Baumbestand am Alexander-Puschkin-Platz
Mit der Wende erfolgten umfangreiche Baumbepflanzungen. Durch die Umgestaltung des Platzes wurden neue Baumpflanzungen getätigt. Die besonderen Wuchsformen, Ausprägungen und Verwachsungen unterschiedlichster Bäume und Gehölzen prägen den Platz.
Der Baumbestand besteht aus folgenden dendrologischen Gehölzen:
- 6 Stück Platanus x acer. 'Pyramidalis' , gedrungene Säulen-Platane,
- 4 Stück Platanus x acerifolia, Gewöhnliche Platane.[4]